# Eine Frage der Ehre (1966)
Eine Frage der Ehre (Originaltitel: Una questione d'onore) ist ein Film von Luigi Zampa aus dem Jahr 1966. Der Film spielt auf Sardinien zu einer Zeit, da die Blutrache noch nicht völlig geächtet war. Die Premiere fand im Wettbewerb bei der Berlinale 1966 statt. Deutschsprachige Alternativtitel sind Ehrensache und Sardische Blutrache.

## Handlung
Der sardische Tagelöhner Efesio Mulas hat ein Problem. Seine Verlobte Domenicangela wird nach drei Jahren, die sie wegen Körperverletzung im Gefängnis abgesessen hat, aufgrund einer Amnestie entlassen. Sie hatte ihn damals mit einer Sichel angegriffen, weil er ihre Gefühle für ihn abgewiesen hat. Efesio interessierte sich nicht für das magere, unscheinbare Mädchen. Ihre vier Brüder haben daraufhin, um die Ehre des Mädchens zu schützen, beschlossen, dass Efesio und Domenicangela verlobt sind. Seit diesem Zeitpunkt überwachen sie ihn und verhindern jeden Kontakt zu anderen Frauen.
Domenicangela hat sich während der Jahre im Gefängnis zu einer sehr attraktiven Frau entwickelt. Als sie nach der Haft mit dem Schiff am Hafen ankommt, ist Efesio von ihr bezaubert. Sie lässt ihn jetzt schmoren, willigt aber nach einer Weile doch in die Heirat ein.
In diesem sardischen Dorf gibt es eine uralte Vendetta zwischen den Familien Sanna und Porcu. Als der Familienvorstand der Sannas, ebenfalls durch die Amnestie freigekommen, ermordet wird und einige Indizien auf Efesio als Täter hindeuten, muss dieser am Tag seiner Hochzeit fliehen. Don Leandro Sanna verhilft ihm zur Flucht nach Mailand.
Nachdem der Bruder von Don Leandro Sanna einen Porcu tötet, bekommt es Don Leandro mit der Angst zu tun und reist nach Mailand, um Efisio mit dem Mord an Egidio Porcu zu beauftragen. Efisio willigt ein, weil er sich in Mailand einsam fühlt und er seine Frau sehnsüchtig wiedersehen möchte. Den Mord an Egidio Porcu begeht aber ein Unbekannter, da Efisio nur seine Frau im Kopf hat und jetzt endlich mit ihr die „Hochzeitsnacht“ nachholen kann.
In Abwesenheit wird Efisio mangels Beweisen freigesprochen und so kann er offiziell in sein Dorf zurückkehren. Bei der Ankunft erfährt er, dass Domenicangela schwanger ist. Da niemand von seinem heimlichen Besuch erfahren darf, hält man sie für eine Ehebrecherin. Don Leandro hat ihn in der Hand und versucht, Efisio dazu zu bringen, seine Frau zu töten, um jeglichen Verdacht gegen ihn aus der Welt zu schaffen. Efisio versucht jedoch, den wahren Mörder zu finden. Als er ihn aufgetan hat, wird auch dieser erschossen. So bleibt Efisio kein anderer Ausweg, als seine Frau zu töten. Als Mann, der seine Ehre gerächt hat, wird er mit dem Schiff in ein Gefängnis auf dem italienischen Festland gebracht.

## Kritik
„Gut konstruiert mit Zugeständnissen an den Machismo, reich an Lokalkolorit mit einigen Ausrutschern in die sardische Folklore. [...] bekommt jedoch am Ende einen Geistesblitz hin zur dramatischen Groteske.“

„Eine mit trockenem Humor entwickelte, bissige Persiflage auf falsch gedeutetes Beharren auf traditionellen Sitten und Gebräuchen, die gegen Ende unerwartet in eine Tragödie umschlägt. Der Film macht bei allem Amüsement nachdenklich und betroffen; in der Hauptrolle überzeugend gespielt, eingebettet in ausdrucksstarke Bilder.“